# Adisura leucanioides
Adisura leucanioides är en fjärilsart som beskrevs av Moore 1881. Adisura leucanioides ingår i släktet Adisura och familjen nattflyn. Inga underarter finns listade i Catalogue of Life.